# Маунт Олив (Северна Каролина)
Маунт Олив (енгл. Mount Olive) град је у америчкој савезној држави Северна Каролина.

## Демографија
По попису из 2010. године број становника је 4.589, што је 22 (0,5%) становника више него 2000. године.
| Група             | 2000.         | 2010.         |
| Белци             | 1.907 (41,8%) | 1.769 (38,5%) |
| Афроамериканци    | 2.480 (54,3%) | 2.317 (50,5%) |
| Азијати           | 7 (0,2%)      | 20 (0,4%)     |
| Хиспаноамериканци | 145 (3,2%)    | 423 (9,2%)    |
| Укупно            | 4.567         | 4.589         |